# 1840年代上海

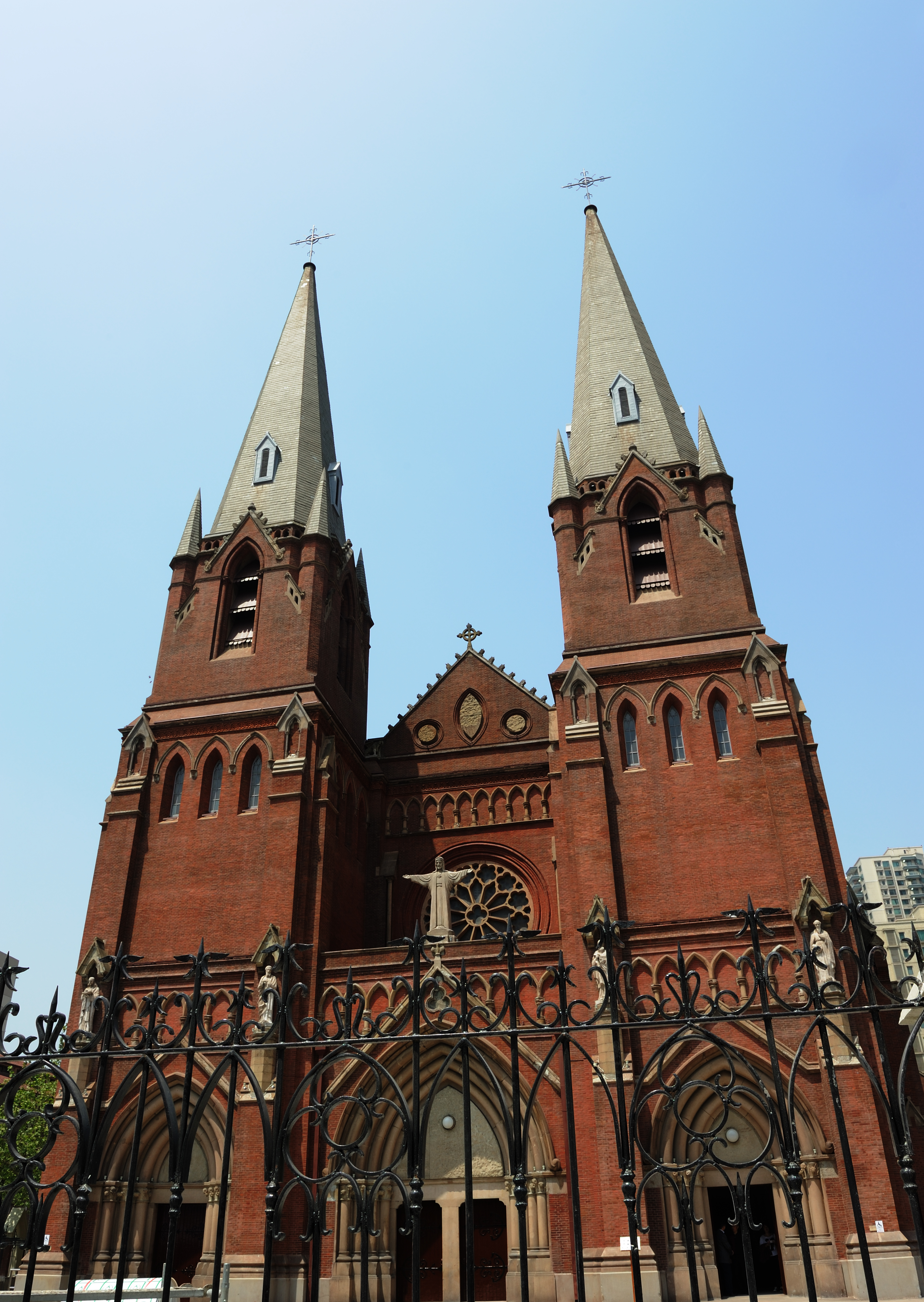
今日的徐家汇天主教堂

## 鸦片战争
在鸦片战争战争后期，英国认为战争初期在广东所获权益太少，于是大举北上，进攻清朝的财富重地长江流域。1842年6月6日，英军攻陷吴淞口炮台。6月19日，英军攻占上海县城，占领苏松太道道台衙门和上海县衙门，将司令部设在城隍庙。随后继续沿长江西进，在7月21日攻占镇江，切断运河漕运，断绝朝廷供应，震动朝廷。8月29日，《中英南京条约》签订，其中第二条规定除广州外，清朝再增加4个东南沿海省份的港口（“五口通商”）向英国开放，其中最北面的一个港口就是上海。

## 上海开埠
1843年11月17日，首任英国驻沪领事巴富尔抵达上海到任，标志上海正式开埠。领事馆最初设于县城内一户中国商人家中。当年，从广东来了最早的一批英国洋行：怡和洋行（Jardine, Matheson & Co.）、宝顺洋行、和记洋行、仁记洋行（Gibb, Livingston & Co.）等，他们发现上海是五口中最靠近丝绸和茶叶产地的一个港口，看好它的发展前景。当时中国主要的供出口的生丝是产于浙江省湖州南浔镇附近的辑里丝，从南浔到上海的内河航运极为便利。英国领事和上海道台宫慕久经过协商以后，划给英国商人经商居住的地段是县城以北的黄浦江西岸，从洋泾浜（1916年填没成为爱多亚路，即今延安东路）向北到李家庄（今北京东路）的一片荒滩——外滩，不久，沿着江边供纤夫拉纤的泥泞的道路旁，建成了最初的一批洋行建筑，一般为2层外廊式建筑。李家庄以北到苏州河的地块上则建起了英国领事馆。
在上海开埠的第一年，除了商人和领事以外，1843年，属于伦敦会的英国传教士麦都思等人也迅速进入上海。这一年年底，在英国领事馆登记的英国侨民，包括商人及传教士，共有25人。
外贸中心转向香港和上海同时，有大量十三行商人带着身家来到上海。天宝行梁家第七代传人、华南科学院退休的梁承邺指出，上海开埠早期，70%-80%的商人都是来自广东，主要涉足饮食业和百货业，其中潮州人还垄断了当铺业。

## 英租界
清朝政府希望根据以往在广州的惯例，在上海也同样实行华洋隔离居住的政策，于是在1845年11月29日，由上海道台和英国驻沪领事共同商定了第一次土地章程（也称“地皮章程”）。这份土地章程被视为上海租界存在和运作的依据法理。次年，在上海的英国侨民成立了自治机构——道路码头委员会，1846年9月，又再租界西部修筑界路（今河南中路），以明确租界的西部界限。上海开埠初期，英租界内严格实行华洋分居，界内只有少数世居此地的中国农民，英美等外国侨民共有约300人，其中绝大部分是英国人。界内修筑成方格形的道路网。 

## 青浦教案与英租界的第一次扩展
1848年，伦敦会的英国传教士前往青浦县传教，引起纠纷。作为补偿，11月27日，上海道台麟桂同意英租界第一次扩充，西界从界路（河南中路）扩充至周泾浜（今西藏中路），面积也相应扩展到2800多亩。 

## 美国人进入上海
1844年7月3日，中美《望厦条约》签订，内容参照了中英《南京条约》，规定上海口岸向美国人开放。此后，美国的传教士和商人也开始前来上海。与英国侨民以商人为主不同，美国侨民中传教士的比重较高，包括1845年来到上海的美国圣公会、1847年来到上海的美南浸信会、1848年来沪的美南监理会、1850年来沪的美北长老会等。由于传教士的目的是向中国居民传教，所以他们并不聚居在租界，而是分散居住在县城内外的各个角落，如美南浸信会的晏玛太立足于老北门外护城河边，美南监理会立足于不远处的郑家木桥，美北长老会立足于大南门外。美国圣公会在城内立足后，1848年，文惠廉主教又请求上海地方官府允许美国侨民在虹口开辟租界，但并未正式划定界限。上海开埠初期，虹口美国租界由于有苏州河的阻隔，甚为荒凉，只在江边建成少数的船坞、码头，和为水手们服务的娱乐场所。
1846年，第一名美国商人吴利国（Ltentry G.Wolcott）进入上海，被委任为代理领事，在英租界九江路自己的洋行升起美国国旗，这是租界内第一面升起的外国国旗（当时英国领事馆还设在上海县城内），此事引发了英国领事的干涉。此后，绝大多数美国洋行都设在苏州河以南的英租界内。19世纪，美国在上海最著名的商业机构是旗昌洋行。

## 开辟法租界
1844年10月24日，中法《黄埔条约》签订，规定上海口岸向法国人开放。1848年1月，法国首任驻沪领事敏体尼抵达上海，寄居在洋泾浜与护城河之间天主教会的一处中国式平房内（四川南路）。1849年4月6日，上海道台麟桂宣布将紧邻县城北门外，南到护城河（今人民路），北到洋泾浜（今延安东路），东到黄浦江边，西到周泾（今西藏南路）的986亩土地辟为法租界。不过，法国来华经商的商人始终寥寥可数。因此，开埠初期的法租界虽然拥有良好的区位条件，却几乎没有什么开发。只在江边有一两个法国的洋行（主要经营瑞士钟表），法国领事馆。县城北门外的小街上（河南南路）有两排中国人的房屋。其他地方则仍然保持着乡村本色。

## 耶稣会开辟徐家汇教会区
与之相比，来自法国的天主教传教机构则显得相当庞大。耶稣会早在上海开埠之前的1842年，鸦片战争尚未结束时，就已经秘密潜入上海附近浦东、松江等地的乡村。1847年，他们选中上海西郊的村庄徐家汇建立江南传教区的总部，耶稣会会院，其中附设图书室（以后发展为徐家汇藏书楼）。1849年，耶稣会神甫在会院内开设了读经班，次年，圣依纳爵公学正式对外招生。此后，在附近地段陆续建成包括大、小男修道院，2所女修道院（拯亡会和圣衣会），徐家汇藏书楼，气象台，土山湾印书馆，男子中学，女子中学，育婴堂等数十个教会机构，形成一大片教会区。以此为基地，将教务开展到江苏、安徽2省。1851年7月，建立了一座对公众开放的中型教堂圣依纳爵座堂，外形属于希腊风格，可能是中国第一所西式教堂。教堂以耶稣会的创始人依纳爵命名。